# Верховний архієпископ
Верхо́вний архієпи́скоп (лат. Archiepiscopus maior) — титул глави відносно автономної східної католицької Церкви (т. зв. «Церкви свого права»), яка у ранзі Церков свого права стоїть на другому місці після патріарших Церков. Верховний архієпископ стоїть на чолі своєї Церкви і виконує найвищу виконавчу владу в ній (законодавча належить до Синоду Єпископів, а судова — до церковних трибуналів різного рівня). Верховного архієпископа, як і патріарха, обирають під час Синоду Єпископів його Церкви, але його вибір, на відміну від вибору патріарха, має бути затверджений Папою Римським (це становить єдину різницю між верховним архієпископом і патріархом).
Титул Archiepiscopus maior у католицькій церковноправничій літературі вперше вжито у 1948 році для відрізнення їх від інших архієпископів, які не мають подібної влади. В офіційних документах Католицької Церкви цей титул вперше застосовано до глави Української Греко-Католицької Церкви митрополита Йосифа Сліпого у 1963 році.
Станом на 2011 рік титул Верховного архієпископа мали такі предстоятелі східних католицьких Церков:
| Верховний архієпископ      | Титул                                                | Церква                              | Дата піднесення Церкви до рівня верховного архієпископства | Дата затвердження вибору діючого верховного архієпископа |
| -------------------------- | ---------------------------------------------------- | ----------------------------------- | ---------------------------------------------------------- | -------------------------------------------------------- |
| Святослав Шевчук           | Верховний архієпископ Києво-Галицький (Україна)      | Українська Греко-Католицька Церква  | 23 грудня 1963                                             | 25 березня 2011                                          |
| Джордж Аленчеррі           | Верховний архієпископ Ернакулам-Анґамалі (Індія)     | Сиро-малабарська церква             | 16 грудня 1992                                             | 25 травня 2011                                           |
| Базеліос Клееміс Тоттункал | Верховний архієпископ Трівандрума (Індія)            | Сиро-маланкарська католицька церква | 10 лютого 2005                                             | 10 лютого 2007                                           |
| Лучіан Мурешан             | Верховний архієпископ Фаґараш і Альба-Юлії (Румунія) | Румунська Греко-Католицька Церква   | 16 грудня 2005                                             | 16 грудня 2005 (митрополит Фаґараш і Альба-Юлії з 1994)  |

У Православних Церквах даний титул не вживається, але його відповідником є титул якого іншого архієпископа, який стоїть на чолі автокефальної Церкви, що не має патріаршого титулу (наприклад, Архієпископ Афінський і всієї Еллади).